# Hội Phượng Hoàng
Hội Phượng Hoàng (tên tiếng Anh là Order of the Phoenix) là một tổ chức hư cấu trong bộ truyện Harry Potter của nhà văn J. K. Rowling. Hội do giáo sư Albus Dumbledore thành lập với mục đích chống lại Chúa tể Voldemort và những Tử thần Thực tử. Hội Phượng Hoàng cũng là một phần trong tiêu đề của phần năm bộ truyện này.

## Tổng quan
Ngay từ khi bắt đầu, tổ chức này đã thể hiện rõ chức năng của mình là chống lại những thế lực hắc ám, trong suốt thời kì hùng mạnh của Voldemort (thập niên 1970). Tổ chức này quy tụ rất nhiều pháp sư và phù thủy tài năng, có cả những Squib. Sau sự suy tàn của Chúa tể Voldemort, tổ chức đã tạm thời giải tán. Nhưng với sự trở lại của hắn trong phần bốn, việc cần thiết là cải tổ lại tổ chức để chuẩn bị đối đầu với một cuộc chiến mới. Một số thành viên cũ được phân công trở lại (bao gồm Sirius Black, Remus Lupin và Alastor Moody), cùng với số đông thành viên mới được bổ sung thêm.
Hội đặt tổng hành dinh tại nhà Số 12, Quảng trường Grimmauld, Luân Đôn, cách Ngã Tư Vua khoảng một dặm. Nơi đây vốn là nhà của dòng họ Black mà chủ sở hữu cuối cùng của dòng họ này là Sirius Black. Sau này, trước khi chết, Sirius đã để lại quyền thừa kế cho đứa con đỡ đầu là Harry Potter. Giáo sư Dumbledore là Người-giữ-bí-mật cho Hội, nghĩa là chỉ có ông mới có quyền tiết lộ về vị trí của tổng hành dinh. Sau cái chết của ông, những người nào biết về nơi này đều trở thành Người-giữ-bí-mật, có quyền nói cho những ai mà họ muốn. Việc giáo sư Severus Snape - thành viên của hội - cũng biết nơi này, lại bị cho là kẻ phản bội, theo phe của Voldemort nên khả năng nơi này đã bị lộ là rất cao, thế nên ngôi nhà bị bỏ hoang. Tránh trường hợp bị xâm nhập, trụ sở mới của Hội là Trang trại Hang Sóc.
Xuyên suốt từ phần bốn đến phần bảy, Hội Phượng hoàng là một tổ chức lớn mạnh, ra mặt chống lại những thế lực Hắc ám. Mặc dù Bộ Pháp thuật từ chối không tin vào sự trở lại của Voldemort nhưng cuối cùng cũng bị Voldemort thôn tính, trở mặt chống lại Hội. Trong phần năm, những thành viên trong Hội cũng có mặt tại Sở Bảo mật để cùng một nhóm trong Đội quân Dumbledore chiến đấu với nhóm Tử Thần Thực Tử. Một lần khác, trong phần sáu, họ cũng đến trong đêm tiếp ứng cho những thành viên trong trường Hogwarts vì lý do giống như trên. Trong phần bảy, những thành viên vẫn tiếp tục công việc của mình, và một trong những nhiệm vụ và cũng là thử thách khó khăn của các thành viên trong Hội là hộ tống Harry Potter (lúc này đã đến tuổi trưởng thành) đến tổng hành dinh mới là trang trại Hang Sóc. Khi đó một nửa Bộ Pháp thuật đã bị chiếm bởi Voldemort và các Tử Thần Thực Tử luôn canh chừng Harry. Không rõ sau cái chết của Voldemort và kết thúc Cuộc chiến Hogwarts, Hội Phượng hoàng vẫn tiếp tục hay không hay lại tiếp túc tạm thời giải tán như lần trước đó.
Mặc dù giáo sư Albus Dumbledore và một vài thành viên trước kia của Hội cho rằng Voldemort đã trở lại, nhân viên của Bộ Pháp thuật và đặc biệt là Bộ trưởng Cornelius Fudge vẫn không nghe theo. Fudge tin rằng giáo sư Dumbledore đang lan truyền tin đồn này với ý định lật đổ ông ta, bởi vì sự nổi tiếng của Dumbledore trong công chúng và những lời phê bình chỉ trích từ sự quản lý tồi tệ của ông ta trong những năm qua. Tuy nhiên, cuối cùng thì lời nói của giáo sư Dumbledore cũng được chứng minh là đúng khi Chúa tể Voldemort đã được nhìn thấy tại trung tâm của Bộ Pháp thuật và Fudge phải thú nhận sự thật đó. Vì việc loan tin tức sai với ý chống lại giáo sư Dumbledore và Harry Potter, gây nên tổn thất cho bộ nên cuối cùng Fudge bị thay thế bởi Rufus Scrimgeour - trước là Giám đốc Sở Thần sáng - ba ngày trước khi bắt đầu phần sáu của bộ truyện này.

## Thành viên

### Thành viên hiện tại
Những thành viên hiện tại sau phần bảy - phần cuối cùng. 
| Họ tên                         | Thành tích/Chiến dịch và cuộc chiến đã từng tham dự |
| ------------------------------ | --- |
| Dedalus Diggle                 | Ông là thành viên trong Đội bảo vệ cấp cao. Ông đã giúp gia đình nhà Dursley đi lánh nạn, trốn Voldemort. |
| Elphias Doge                   | Một phù thủy cao tuổi, thành viên của Đội bảo vệ cấp cao, thành viên cũ của Hội, bạn thân của giáo sư Albus Dumbledore ngay từ khi họ gặp nhau lần đầu tại trường Hogwarts. Họ vẫn là bạn trong suốt quãng đời còn lại. Ông cũng là người viết cáo phó cho sự ra đi của giáo sư, bạn học Dumbledore. |
| Aberforth Dumbledore           | Ông là thành viên cũ của Hội, người phục vụ của quầy rượu tại quán rượu Cái Đầu Heo ở làng Hogsmeade và là em trai của Albus Dumbledore. Giúp bộ ba Harry, Ron và Hermione tránh bọn Tử Thần Thực Tử và chỉ đường đột nhập vào trường Hogwarts bằng lối đi bí mật. Ông cũng giúp bảo vệ ngôi trường trong cuộc chiến thứ hai tại Hogwarts, hạ gục Tử Thần Thực Tử Agustus Rookwood.                           |
| Mundungus Fletcher             | Mundungus đã cùng tham gia với Hội trong lần hộ tống Harry Potter lần cuối cùng khỏi nhà Dursley khi cậu đủ tuổi trưởng thành. Ông là một trong những người trong chiến dịch 7 Potter và ông đi cặp với Alastor Moody nhưng sau khi nhìn thấy những Tử Thần Thực Tử và Chúa tể Voldemort, ông đã Độn Thổ và để lại Moody. Giúp Harry, Ron, Hermione tìm mề đay thật của Salazar Slytherin, mặc dù bị ép buộc. |
| Arabella Figg                  | Một phụ nữ cao tuổi, có nguồn gốc phù thủy nhưng lại là á phù thủy. Bà được giáo sư Albus Dumbledore giao nhiệm vụ trông chừng Harry Potter trong thời gian chưa đến tuổi trưởng thành. Bà cũng đã làm nhân chứng trong vụ việc Harry Potter tấn công một người Muggle (Dudley Dursley). |
| Rubeus Hagrid                  | Giáo viên phụ trách môn Chăm sóc Sinh vật Huyền bí của trường Hogwarts, đồng thời cũng là Người gác cổng và Người giữ vườn, là một trong những thành viên cũ của Hội. |
| Hestia Jones                   | Bà là thành viên trong Đội bảo vệ cấp cao. Bà đã giúp gia đình nhà Dursley đi lánh nạn, trốn Voldemort. |
| Minerva McGonagall             | Hiệu trưởng lâm thời của trường Hogwarts, giáo sư môn Biến hình và là Chủ nhiệm nhà Gryffindor. Bà là người luôn ủng hộ giáo sư Dumbledore và những ý kiến của ông. Bà bảo vệ trường trong cuộc chiến thứ hai tại Hogwarts, và gần cuối trận còn tự mình chiến đấu với Voldemort. |
| Sturgis Podmore                | Thành viên cũ của Hội, cũng có trong Đội bảo vệ cấp cao. Bị bắt khi đang thực hiện nhiệm vụ bảo vệ tại Bộ Pháp thuật và bị kết án sáu tháng tại nhà ngục Azkaban. |
| Kingsley Shacklebolt           | Là thành viên của Hội Phượng Hoàng và cũng là viên chức trong Bộ, Kingsley sau đó được bổ nhiệm chức Bộ trưởng Bộ Pháp thuật và đã cho Harry, Ron, Neville, Hermione làm việc trong Bộ. Họ đã cải cách rất nhiều ở nơi đó. |
| Arthur Weasley                 | Là thành viên của Hội Phượng Hoàng và cũng là viên chức trong Bộ, chồng của Molly, là ba của Ron, là người thích sưu tập những món đồ của dân Muggle |
| Molly Weasley                  | Bảo vệ Sở Bảo mật, cho phép Hội Phượng hoàng dùng nhà bà để làm Tổng hành dinh mới. Bà cũng chiến đấu trong cuộc chiến thứ hai tại Hogwarts, sau khi Lời nguyền Chết chóc của Bellatrix Lestrange đánh trượt con gái bà là Ginny Weasley. Bà đã thành công khi giết được Bellatrix. |
| Bill Weasley                   | Có chiến đấu trong cuộc chiến thứ 2 ở Hogwarts, bị Fenrir Greyback cắn trúng nhưng không hóa thành Sói mà chỉ thèm bít tết sống, anh trai cả của Ron |
| Charlie Weasley                | Anh trai thứ hai của Ron. Nghiên cứu về rồng ở Rumani |
| Fleur Delacour                 | Hộ tống Harry từ nhà Dursley đến trang trại Hang Sóc. Chiến đấu trong cuộc chiến thứ hai tại Hogwarts (phần bảy), vợ Bill Weasley |
| George Weasley và Fred Weasley | Hộ tống Harry từ nhà Dursley đến trang trại Hang Sóc. George bị Snape làm mất một bên tai khi đang ở trên cán chổi, Fred và George chiến đấu trong cuộc chiến thứ hai tại Hogwarts, là 2 anh em sinh đôi, anh của Ron, có tài giỡn và đầu óc hài hước. Và sau trận chiến cuối cùng diễn ra ở tập 7, Fred bị giết chết bởi một Tử Thần Thực Tử do một vụ nổ bom không xác định.                                |

### Thành viên trước đây
Những thành viên trước đây, đã hy sinh hoặc mất tích trước đây và sau phần bảy - phần cuối cùng.
| Tên                         | Tình Trạng             | Lý do rời hội |
| --------------------------- | ---------------------- | --- |
| Sirius Black                | Hy sinh                | Ông là thành viên cũ của Hội, thoát được khỏi nhà tù Azkaban và đã tiêu diệt được một số Tử Thần Thực Tử. Bị giết bởi Bellatrix Lestrange trong Cuộc chiến tại Sở Bảo mật, là cha đỡ đầu của Harry |
| Edgar Bones                 | Hy sinh                | Ông là thành viên cũ của Hội. Ông cùng toàn bộ gia đình bị giết trong trận chiến đầu tiên, trong thời kì thống trị của Voldemort. |
| Caradoc Dearborn            | Mất tích               | Ông là thành viên cũ của Hội. Đã mất tích và bị cho là đã chết trong trận chiến đầu tiên, trong thời kì thống trị của Voldemort. |
| James Potter và Lily Potter | Hy sinh                | Họ là thành viên cũ của Hội. Bị giết bởi Voldemort khi có ý định ngăn cản việc hắn giết con trai họ là Harry Potter. |
| Albus Dumbledore            | Hy sinh                | Bị giết bởi Severus Snape trong trận chiến đầu tiên ở Hogwarts tại đỉnh tháp thiên văn. Nhưng sau khi đến phần cuối cùng của câu chuyện, người ta mới biết rằng thật ra Dumbledore và Snape đã có một sự thỏa thuận trước đó. |
| Alastor Moody               | Hy sinh                | Bị giết bởi một trong những Tử Thần Thực Tử khi thực hiện nhiệm vụ hộ tống Harry Potter đến nơi an toàn (trang trại Hang Sóc). Ông là một trong những hội viên kỳ cựu của Hội Phượng Hoàng. |
| Fred Weasley                | Hy sinh                | Hy sinh trong cuộc chiến thứ hai tại Hogwarts vì vụ nổ gây ra bởi Tử thần Thực tử Augustus Rookwood. |
| Remus Lupin                 | Hy sinh                | Ông là thành viên cũ của Hội, hy sinh khi đang chiến đấu với Tử thần Thực tử Antonin Dolohov trong cuộc chiến thứ hai tại Hogwarts, là 1 người sói. |
| Nymphadora Tonks            | Hy sinh                | Hy sinh khi chiến đấu với người dì Tử thần Thực tử Bellatrix Lestrange trong cuộc chiến thứ hai tại Hogwarts, vợ của Remus Lupin. |
| Benjy Fenwick               | Hy sinh                | Bị giết trong Trận chiến Đầu tiên. Chỉ một phần cơ thể được tìm thấy. Một trong những thành viên đầu tiên của Hội. |
| Frank và Alice Longbottom   | Mất khả năng hoạt động | Cha mẹ của Neville Longbottom. Bị tra tấn bởi Bellatrix, Rabastan Lestrange, Rodolphus Lestrange và Barty Crouch Jr bởi lời nguyền tra tấn sau khi Voldemort thất bại ở chiến tranh Phù thủy lần thử nhất. Do chịu đựng quá lâu, Frank và Alice đã bị điên và đã phải sống ở bệnh viện St Mungo's.                                               |
| Marlene McKinnon            | Hy sinh                | Bị giết cùng với cả gia đình trong Trận chiến Đầu tiên. Một trong những thành viên đầu tiên của Hội. |
| Dorcas Meadowes             | Hy sinh                | Bị giết bởi Voldemort trong Trận chiến Đầu tiên. Một trong những thành viên đầu tiên của Hội. |
| Peter Pettigrew             | Chết                   | Phản bội, trở thành một Tử thần thực tử, tiết lộ bí mật và phá vỡ Bùa trung thành, gây nên cái chết cho James và Lily Potter. Bị giết bởi bàn tay bạc, cái mà Voldemort gắn vào tay hắn, do mắc nợ ơn cứu mạng của Ron Weasley và Harry Potter. Một trong những thành viên đầu tiên của Hội.                                                     |
| Severus Snape               | Hy sinh                | Bị giết trong Cuộc chiến Thứ hai tại Hogwarts (do bị con rắn Nagini cắn vào cổ) theo lệnh của Voldemort, vì hắn nghĩ rằng thầy là chủ nhân thật sự của Cây đũa phép cơm nguội đó chính là Snape, và Voldemort biết rằng khi giết chủ nhân thực sự của mình thì sẽ bị phản cho nên ông mới yêu cầu con rắn Nagini giết Snape, là 1 siêu tình báo. |
| Fabian & Gideon Prewett     | Hy sinh                | Hai người em của Molly Weasley, chết trong Trận chiến Đầu tiên. Phe hắc ám mất 5 Tử thần Thực tử để giết hai người. Molly đã đưa cho Harry chiếc đồng hồ của Fabian như là món quà vào ngày sinh nhật lần thứ 17 của cậu. Những thành viên đầu tiên của Hội.                                                                                     |
| Emmeline Vance              | Hy sinh                | Bị giết trong Trận chiến Thứ hai tại nhà cô gần số 10 phố Downing, London. Cái chết của bà dấy lên làn sóng chỉ trích Bộ pháp Thuật và Thủ tướng Muggle. Một trong những thành viên đầu tiên của Hội. |

## Thành viên đáng chú ý

### Sirius Black

Diễn viên Gary Oldman trong vai Sirius Black

Sirius Black (biệt danh là Chân Nhồi Bông, một trong bốn người tạo ra tấm bản đồ của Đạo tặc (bản đồ Marauder của ba người còn lại là James Potter, Remus Lupin và Peter Pettigrew và sau này nó được truyền lại cho Harry Potter do hai anh em nhà Weasley lấy được tại phòng giám thị) là một nhân vật hư cấu trong bộ truyện Harry Potter của nữ nhà văn Anh Quốc J. K. Rowling. Sirius là phép chơi chữ của J. K. Rowling (Sirius là tên của Sao Thiên Lang, thuộc chòm sao Đại Khuyển), ông là nhân vật có khả năng hóa thú và hóa thành chó.
Ông xuất hiện lần đầu trong Harry Potter và tên tù nhân ngục Azkaban nhưng được nhắc đến lần đầu trong Harry Potter và hòn đá phù thủy - phù thủy đã cho Rubeus Hagrid mượn chiếc môtô bay ngay sau khi Chúa tể Voldemort giết hai vợ chồng James và Lily Potter. Trong loạt phim phỏng theo bộ truyện này, diễn viên Gary Oldman thủ vai Sirius Black. Vai diễn ở tuổi thanh niên được diễn viên James Walters thủ vai.
Thuở nhỏ của Sirius được chứng tỏ là không hạnh phúc, vì trong tuổi niên thiếu Sirius ghét hầu hết những người thân của mình, đặc biệt là mẹ và những người chị họ Bellatrix Black, Nacissa Black. Sirius từ bỏ những truyền thống gia đình: sự danh giá thuần chủng của gia đình, sự ngưỡng mộ Nghệ thuật Hắc ám và sự khăng khăng về hôn nhân thuần chủng và do vậy, anh đã bị cha mẹ nguyền rủa từ bỏ giống như hai mẹ con Andromeda Tonks và Nymphadora Tonks. Sirius đã bỏ nhà đi năm 16 tuổi và được cha mẹ James Potter thu nhận và nuôi dưỡng như con ruột. Trong khi hầu hết mọi thành viên nhà Black đều được xếp vào nhà Slytherin và trở thành Tử thần Thực tử, Sirius được xếp vào nhà Gryffindor. Ngược lại, Sirius đặc biệt thích quãng đời ở Hogwarts, nơi anh không thể bị tách rời với các người bạn thân nhất của mình, James Potter, Remus Lupin và Peter Pettigrew (không được biết rõ là Sirius cũng làm bạn với Lily Evans). Sirius và James dường như luôn luôn đi đôi với nhau và cả hai đều nổi tiếng: học sinh thích sự hóm hỉnh của anh, giáo viên thì đề cao sự thông minh của anh. Trong nhóm bốn người bạn Sirius là một Hóa thú sư không chính thức. Nhóm bốn người là chủ nhân của Bản đồ Đạo tặc, tạo ra trong hai năm cuối tại trường. Sau khi tên Peter Pettigrew với biệt danh Đuôi Trùn phản bội James Potter, hắn tìm đến Sirius Black giữa thế giới Muggle, hắn khiến rất nhiều người thiệt mạng đồng thời biến thành con chuột, sau khi bỏ lại ngón tay tự chặt đứt của mình để gây lầm tưởng là hắn đã chết do bị Sirius giết chết. Peter đổ tội cho Sirius và làm mọi người lầm tưởng là Sirius mới là nguyên nhân của cái chết của vợ chồng Potter. Mọi người trong cộng đồng phù thủy đều nghĩ về Sirius Black như một kẻ phản bội bạn bè và tay chân đắc lực của Voldemort (vào phần ba, Harry mới biết được sự thật về ông và đến tập sáu của loạt truyện, Sirius mới chính thức được minh oan). Trong thời gian đó, Sirius bị nhốt vào tù ngục Azkaban - nơi có những giám ngục. Sau đó - tức sau 12 năm, chú thoát ra nhờ phép biến hình thành một con chó đen gầy rộc chui qua song tù. Ở trong nhà tù, Sirius nghe ngóng động tĩnh về "Đuôi Trùn". Một ngày nọ, ông tìm thấy một tờ báo chụp hình một nhóm người đi Ai Cập chơi (chính là gia đình Weasley), có một con chuột đang đứng trên vai Ron Weasley và chân nó thiếu một ngón. Sinh nghi, Sirius liền vượt ngục, bơi lên biển phía Bắc và tìm vào trường Hogwarts, kết bạn với con mèo Crookshanks của Hermione Granger.
Trải qua bao nhiêu thử thách trong năm học thứ ba của Harry, cuối cùng nhờ sự can thiệp của thầy Remus Lupin cậu cũng ngộ ra Sirius không phải là người đã giết cha mình như từng bị mọi người lầm tưởng mà chính là Đuôi Trùn - kẻ đã phản bội cha mẹ của cậu. Tuy nhiên, khi trên đường đem giao nộp y, Đuôi Trùn đã sử dụng Animagus để trốn thoát về với Voldemort nên không thể đưa vụ án của Sirius ra ánh sáng. Qua năm thứ tư, Sirius vẫn hay giúp đỡ Harry mỗi khi cậu gặp khó khăn, hay có điều gì cần phải suy nghĩ, qua lò sưởi ở phòng sinh hoạt chung của nhà Gryffindor. Qua năm thứ năm, trong cuộc đột nhập vào Bộ Pháp thuật cùng các thành viên trong Hội Phượng hoàng để cứu các thành viên của Quân đoàn Dumbledore, Sirius Black đã hy sinh bởi Lời nguyền Chết chóc từ người chị họ là Tử thần Thực tử Bellatrix Lestrange. Điều này làm Harry Potter tức giận. Sau khi Sirius qua đời, Albus Dumbledore đã chứng minh rằng Hội Phượng Hoàng đã đúng về việc Chúa tể Hắc Ám đã trở lại, còn Bộ là sai. Ông cũng đồng thời chứng minh sự trong sạch của Sirius Black sau khi ông chêt.
Sirius Black là hậu duệ của một trong những hiệu trưởng trường Hogwarts, Phineas Nigellus Black, và là người thừa kế cuối cùng của dòng họ Black, một trong những dòng họ phù thủy thuần chủng nổi tiếng và lâu đời. Cha mẹ Sirius, Orion và Walburga Black, đều sinh ra trong dòng họ Black và là chị em họ. Sirius có một em trai, Regulus Black, sống từ 1961 đến 1979. Sirius cũng có 3 chị họ khác, Bellatrix, Andromeda (mẹ của Nymphadora Tonks) và Narcissa Black (mẹ của Draco Malfoy). Xa hơn, Sirius có quan hệ với gia đình Weasley, Neville Longbottom, Crouch và Crabbe. Sirius có thể có quan hệ họ hàng với gia đình Potter vì bà dì cả của ông, Dorea Black, kết hôn với Charlus Potter.
Vai trò
Sirius Black được nhắc đến trong tập 1, với vai trò là người cho Rubeus Hagrid mượn chiếc xe mô tô bay để đưa Harry Potter đến đường Privet Drive ở với dì dượng mình ngay sau khi James và Lily Potter bị Voldemort sát hại. Trong tập 3, Sirius Black hóa thân thành một con chó đen theo dõi Harry Potter từ khi trốn khỏi nhà Dursley. Tin đồn về sự đào thoát của ông đã làm Bộ Pháp thuật lưu ý đến Harry và bảo vệ cậu khỏi Sirius, đồng thời phái Giám ngục Azkaban đến Hogwarts để bắt hắn. Khi Harry, Ron, Hermione đã đến Lều Hét, được bảo vệ bằng Cây Liễu Roi - nơi trước đây Lupin thường lui tới nếu thành Người Sói, Sirius biến thành bộ mặt thật từ hình hài một con chó đen rồi giải thích cho Harry cùng bộ ba biết sự thật về cuộc đời ông. Lupin biến thành Người sói, Peter chạy thoát, Sirius vì cứu bộ ba nên bị thương. Ông  vẫn bị bắt tại Hồ và bị nhốt trên tầng cao nhất của tòa lâu đài. Bằng chiếc Xoay thời gian, Hermione và Harry đã cứu Sirius cùng con Bằng mã Buckbeak. Họ cùng nhau bay về Số 12, quảng trường Grimmauld - căn nhà của Sirius. Ông đánh giá Hermione là phù thủy thông minh nhất trong độ tuổi 13 của cô.
Trong tập 4, Sirius gần như không xuất hiện, nhưng ông vẫn xuất hiện gặp Harry Potter bằng mạng Floo tại phòng sinh hoạt chung nhà Gryffindor cùng trao đổi về giấc mơ về Voldemort của Harry Potter. Trong tập 5, ông đã tình nguyện tặng căn nhà của mình làm căn cứ của Hội Phượng Hoàng. Biết được tình cảm của Sirius và Harry, Voldemort đã sử dụng phép Bế quan Bí thuật để cho Harry nhìn thấy được hắn đang tra tấn Sirius để dụ Harry đến Bộ Pháp thuật cướp Quả cầu Tiên tri. Trong cuộc chiến này đã dẫn đến cái chết cho ông.
Thông tin liên quan
- Từ Sirius Black có tên xuất thân từ vì sao sáng nhất trên trời là Cẩu tinh, rất có thể ý nghĩa là việc Sirius biến đổi thành một con chó mực.
- Hồi còn đi học ở trường Hogwarts, Sirius Black thường hóa thành chó mực mỗi khi tới ngày trăng tròn để tới bên Remus Lupin, khi ấy đang biến thành người sói.
- Sirius Black thời niên thiếu có một mái tóc dài rất thanh lịch mà cả Harry và James Potter đều không có được.

### Fleur Delacour

Diễn viên Clémence Poésy trong vai Fleur Delacour

Fleur Isabelle Delacour (tên sau khi lấy chồng là Fleur Isabelle Weasley) là một nhân vật hư cấu trong bộ truyện Harry Potter của nữ nhà văn Anh Quốc J. K. Rowling. Cô xuất hiện lần đầu tiên trong Harry Potter và chiếc cốc lửa. Theo tác giả Rowling, tiếng Pháp "Fleur" có nghĩa là hoa. "Isabelle" bắt nguồn từ "belle" trong tiếng Pháp nghĩa là xinh đẹp, "de la cour" có nghĩa là from the court, tức là góc phố. Như vậy, tên của nhân vật này mang ý nghĩa rằng "bông hoa xinh đẹp ở góc phố". Riêng Ginny Weasley đặt biệt danh cho cô là Phlegm theo bản dịch tiếng Việt là "Nhớt"
Fleur sinh năm 1977 và là học sinh của Học viện Pháp thuật Beauxbatons ở Pháp. Cô thừa hưởng từ cha mẹ làn da trắng nhạt, hàm răng trắng đều, mái tóc bạch kim dài đến ngang hông và đôi mắt màu xanh biển sâu thẳm, ngoại hình hấp dẫn, có khả năng lôi cuốn bất kì người đàn ông nào. Là một nữ phù thủy lai đầy tài năng, cô mang trong người một phần tư dòng máu tiên nữ. Cô được chọn là quán quân của trường trong cuộc thi Tam phép thuật được tổ chức tại Hogwarts. Tiếng Anh của cô khá tốt, nhưng trong truyện, cô vẫn còn nói ngọng đôi chỗ, ví dụ là cách không đọc âm H đầu tiếng. Cha của Fleur tên là Monsieur Delacour (Ông Delacour), được miêu tả có dáng mập mạp với chòm râu ngắn màu đen. Mẹ là Appoline - người mang dòng máu nửa tiên nữ. Cô còn có một người em rất thân thiết là Gabrielle Delacour. Họ rất hoà thuận, ít khi tranh cãi với nhau và đây cũng chính là lý do để người ta chọn Gabrielle làm người thân để Fleur đi tìm. Hiện nay cô đang chung sống với Bill Weasley.
Fleur là một học sinh mang những phẩm chất đặc trưng của Beauxbatons: sự hoàn hảo, lòng tự trọng và tính kỉ luật cao. Cô, cùng người bạn thân là Marie, luôn hoàn thành bài tập một cách xuất sắc và có nét chữ đẹp. Ước muốn lớn nhất của cô là được tham gia vào cuộc thi Tam Pháp thuật và điều đó đã trở thành sự thật. Đồng phục của Fleur như ở trong trường Beauxbatons là áo choàng lụa mỏng, nhẹ màu xanh dương. Cây đũa phép của Fleur dài chín tấc rưỡi, không uốn cong được, làm bằng gỗ hồng mộc tỏa hương thơm (hay còn gọi là gỗ tử đàn, gỗ huỳnh đàn, gỗ huê mộc) và lõi là một sợi tóc tiên nữ của bà ngoại cô.
Trong loạt phim phỏng theo bộ truyện này, diễn viên Clémence Poésy thủ vai Fleur Delacour. Trước đó đạo diễn Chris Columbus đã mời Kate Winslet - diễn viên nữ chính vai Rose trong bộ phim Titanic nhưng cô không đồng ý.
Vai trò
Khi được chọn làm quán quân, đại diện trường Beauxbatons trong cuộc thi Tam pháp thuật, lúc đầu Fleur rất lạnh lùng và kém thân thiện. Cô cho rằng Harry không được làm quán quân vì còn quá trẻ, thường xuyên lớn tiếng phê bình các món ăn và cách bày trí tại Hogwarts. Thử thách thứ nhất, cô đấu với Rồng Xanh xứ Wales, dùng bùa ngủ để mê hoặc và lấy quả trứng vàng. Không may thay, trong khi ngủ, con rồng đã ngáy, khè lửa ra từ mũi khiến váy của cô bị cháy. Trong thử thách thứ hai ở Hồ Đen, cô đã cố gắng giải cứu em mình, Gabrielle Delacour, nhưng thất bại. Thay vào đó, Harry đã cứu cả Gabielle lẫn Ronald Weasley, điều này khiến cô trở nên gần gũi hơn với Harry nói riêng và với Hogwarts nói chung. Trong buổi dạ vũ đêm Giáng sinh, Fleur khiêu vũ với Roger Davies - một thành viên của nhà Ravenclaw. Đáng tiếc là trong kết quả cuộc thi Tam Phép thuật cô đứng cuối cùng vì Tử thần Thực tử Barty Crouch Con đã dùng Viktor Krum dưới Lời nguyền Độc đoán (The Imperius Curse) để tấn công cô, giúp cho Harry Potter đến với chiếc cúp Tam Pháp thuật - thực ra là Khoá cảng.
Sau khi ra trường, Fleur làm việc bán thời gian cho ngân hàng Gringotts để trau dồi tiếng Anh. Tại Gringotts cô đã gặp gỡ và nảy sinh tình cảm với Bill Weasley. Hai người đã đính ước với nhau vào mùa hè năm 1996 mặc cho sự  bất đồng của bà Molly Weasley và Ginny Weasley. Về sau, Bill bị thương từ một người sói nhưng cô vẫn hết lòng yêu thương anh. Tình yêu thật lòng của cô đã khiến cho bà Weasley mủi lòng và đồng ý cho hai người kết hôn. Khi đám cưới diễn ra, cô đã mượn chiếc miện ngọc của bà dì Weasley. Đám cưới của họ cũng là vào lúc bộ 3 Ron, Harry, Hermione ra đi. Họ có với nhau rất nhiều con. Đứa lớn nhất Victorie được đề cập đến trong đoạn kết 19 năm sau rằng đang học năm thứ hai tại trường Hogwarts khi đang "hôn" Teddy Remus Lupin.
Những ngày trước lễ cưới, Fleur đã liều thân mình giúp cho Harry Potter có thể chuyển đến trang trại Hang Sóc. Cô cùng năm người khác uống món thuốc Đa dịch để biến thành sáu Harry Potter giả đi theo bảy hướng khác nhau để đánh lạc hướng những Tử thần Thực tử, nhưng kế hoạch lúc sau bị bại lộ. Cô đã không may phải chứng kiến cảnh tượng Thần Sáng Alastor Moody bị Chúa tể Voldemort giết chết. Cô và Bill làm lễ cưới trễ hơn một tuần tại sân vườn của trang trại Hang Sóc. Buổi tiệc có rất nhiều khách mời bao gồm cả Xenophilius Lovegood - cha của Luna Lovegood và người bạn quán quân trường Durmstrang, Viktor Krum. Nhưng khi bữa tiệc đang diễn ra thì bị gián đoạn vì có tin tức rằng Bộ tưởng Bộ Pháp thuật bị giết, những Tử thần Thực tử đang gấp rút tấn công. Cô và chồng rút về ngôi nhà mới bên bờ biển Shell Cottage - nơi một thời gian sau là điểm ẩn náu cho Harry và các bạn trên đường đi tìm những Trường sinh Linh giá. Trong cuộc chiến tại trường Hogwarts, cô cũng sát cánh bên Hội Phượng hoàng chống lại Chúa tể Voldemort.

### Remus Lupin
Giáo sư Remus John Lupin (biệt danh là Quý Ông Ngóng Trăng) xuất hiện lần đầu tiên trong Harry Potter và tên tù nhân ngục Azkaban. Ông Kẹ của Remus Lupin là vầng trăng tròn. Remus Lupin sinh ngày 10 tháng 3 năm 1960 và mất vào ngày 2 tháng 5 năm 1998. Lúc gần 5 tuổi, ông bị người sói Fenrir Greyback cắn, từ đó ông mang trong người nửa dòng máu sói, và hoá thành sói vào những đêm trăng tròn. Được tác giả miêu tả là trông ông rất nghèo và luộm thuộm, tóc đã chớm bạc. Là người hay suy nghĩ, lo lắng. Tên Lupin được lấy từ Tiếng Latinh trong từ "lupinus", có nghĩa là chó sói. "Remus" là nhân vật trong thần thoại La Mã, được nuôi dưỡng bởi một con sói.
Khi còn học ở Hogwarts, ông là người bạn thân nhất của ba người trong nhóm đạo tặc. Mỗi khi Remus hóa thành sói, ba người bạn (Sirius Black, James Potter và Petter Pettigrew) là những người đã ở bên ông. Khi được ứng tuyển vào trường Hogwarts vào bộ môn Phòng chống Nghệ Thuật Hắc Ám tại phần phim Harry Potter và Tên tù nhân ngục Azkaban, ông đã có nỗi sợ của mình là mặt trăng và nhanh chóng biến nó thành một bong bóng. Nhưng cho dù đến mấy đi chăng nữa, đến gần khúc cuối cùng của bộ truyện, cơ thể ông bị biến thành Sói trước mặt Harry, Ron và Hermione và Sirius đã phải trấn tỉnh người bạn của mình, còn Severus thì đã bảo vệ Harry, Ron, Hermione.
Remus Lupin, Sirius Black, James Potter và Peter Pettigrew (kẻ sau này đã phản bội bùa trung thành và làm tay sai cho Voldemort). Khi Harry học năm thứ ba, ông là một giáo sư dạy bộ môn Phòng chống Nghệ thuật Hắc ám, trực tiếp dạy Harry Bùa chú Thần Hộ mệnh cho Harry bởi vì những giám ngục của nhà tù Azkaban là một sinh vật cực kỳ nguy hiểm và chúng không nhận ra được ai là người cần tấn công. Là thành viên của Hội Phượng Hoàng, các bạn ông toàn là những phù thủy chuyên đi tìm và tiêu diệt những Tử thần Thực tử. Vợ ông là Nymphadora Tonks - cũng là một Thần Sáng giỏi. Họ có một người con trai là Teddy Remus Lupin, sau khi ông mất, Teddy được chăm sóc bởi bà ngoài và Harry Potter, lúc đó là cha đỡ đầu của Teddy. Ông cùng vợ là Nymphadora Tonks hy sinh trong khi chiến đấu chống lại Anthonin Dolohov và Bellatrix Lestrange tại Trận chiến Hogwarts (sau khi Nymphadora sinh bé Teddy Lupin không lâu). Cũng như Sirius Black, Lupin giống như là một người cha đỡ đầu thứ 2, luôn quan tâm, bênh vực và bảo vệ Harry. Một thành viên trung thành đã hoàn thành nhiều công việc quan trọng cho Hội Phượng Hoàng. Chính Remus Lupin đã quyết định rằng Harry chính là cha đỡ đầu cho con ông - Teddy bởi vì ông đã hy sinh cùng vợ của mình trong trận chiến thứ hai tại Hogwarts.

### James Potter
James Potter (biệt danh Gạc Nai) là một nhân vật hư cấu trong bộ truyện Harry Potter của nhà văn J. K. Rowling. Ông xuất hiện lần đầu tiên trong Harry Potter và hòn đá phù thủy, là cha của nhân vật chính Harry Potter. Trong loạt phim phỏng theo bộ truyện này, diễn viên Adrian Rawlins thủ vai James Potter lúc trưởng thành. Còn diễn viên Robbie Jarvis thủ vai James Potter lúc trẻ. James (sinh ngày 27 tháng 3 năm 1960, mất ngày 31 tháng 10 năm 1981) thuộc dòng máu thuần chủng nhưng có quan hệ tốt với nhiều phù thủy gốc Muggle, đặc biệt là với Lily Evans - mẹ của Harry. James và Lily có thần hộ mệnh đôi, của James là con hưu đực còn của Lily là con hưu cái. Lần đầu tiên, James gặp Sirius Black, Severus Snape và Lily Evans trên chuyến tàu Tốc hành Hogwarts. Lúc ấy, James đã không ưa Snape vì Snape muốn vào nhà Slytherin, thường là nơi khởi nguồn của những kẻ theo Nghệ thuật Hắc ám. Trong khi đó, Snape lại nghĩ James thật ngu ngốc khi muốn vào nhà Gryffindor vì đó là nơi của những kẻ "có sức mạnh nhưng không có đầu óc". Đũa phép của James (trích nguyên văn lời của Ông Ollivander trong phần một): Một cây đũa phép bằng gỗ cây sao. Dài ba tấc mốt. Uốn dẻo được. Nhiều quyền lực hơn và xuất sắc hơn về khả năng biến hoá.
James Potter  chơi Quidditch cực giỏi ở vai trò Tầm thủ, được mô tả là một người đa tài nhưng hơi kiêu ngạo, kiêu căng với mọi người ngoại trừ Lily. Trong một vài lần tiếp xúc James còn tỏ ra hơi độc ác với Snape vì Snape ở nhà Slytherin và Snape cũng học Nghệ thuật Hắc ám - điều mà James rất ghét. Đó là điều gây nên mối thù hằn mà sau này Snape đổ lên đầu Harry. James Potter là một trong nhóm 4 người bạn: Sirius Black, Remus Lupin, Peter Pettigrew và James. Khi biết tin Remus Lupin là một Người sói, bị biến hình vào đêm trăng rằm thì James đã cùng những người bạn còn lại không hề xa lánh Lupin mà cùng biến hình thành những con vật cùng Lupin để giúp Lupin khống chế chính mình khi biến hình. James biến thành hươu, Sirius Black biến thành chó mực, Peter Pettigrew biến thành chuột. James có biệt danh là "Gạc Nai" (Prongs) - nguyên nhân gây nên hình thù của vị thần hộ mệnh của Harry. Sau khi bị Chúa tể Voldemort giết chết, James được nhiều phù thủy tưởng nhớ, nhất là Harry - con trai mình. Tập 7 đã nêu lại diễn biến cái chết của James Potter, Lily Potter và sự biến mất của Voldemort qua hồi tưởng của Voldemort vắt chéo sang suy nghĩ của Harry Potter. Trong một đêm, lúc đó Harry 1 tuổi, James đang mua vui cho Harry bằng những trò từ cây đũa phép của mình. Mệt mỏi, James lăn ra ngủ và quẳng cây đũa phép ở phòng khách. Khi Voldemort xuất hiện, James phóng tới trước bảo Lily đưa Harry đi, còn mình thì chặn hắn. Voldemort đã chế giễu James rồi sau đó bị giết chết một cách nhanh chóng.

### Lily Potter
Lily Potter (tên trước khi lấy chồng là Lily Evans), là nhân vật hư cấu trong bộ truyện Harry Potter của nhà văn J. K. Rowling và là người mẹ quá cố của nhân vật chính Harry Potter. Lily Potter sinh ngày 30 tháng 1 năm 1960, mất ngày 31 tháng 10 năm 1981, là phù thủy gốc Muggle, con út trong gia đình, có chị là Petunia. Lily được cha mẹ yêu quý nhưng lại bị chị Petunia ghét bỏ. Trong truyện, Lily được tả là có đôi mắt hình quả hạnh màu xanh biếc, mái tóc đỏ đậm dày và dài đến vai. Giáo sư Horace Slughorn nhận xét rằng cô rất dũng cảm, vui tính và quyến rũ. Ở tập 7, ta cũng có thể nhận ra bà là một cô gái rất công bằng và hơi đanh đá. Horace nghĩ rằng không thể tưởng tượng được ai sẽ không bị lôi cuốn với cái nhìn đầu tiên. Giáo sư Horace Slughorn cho rằng cô là một học sinh hoạt bát, tài năng nhất mà ông từng dạy. Ông cũng đã có lần khuyên cô nên vào nhà Slytherin và nhận được một câu trả lời từ chối "cực kì táo tợn". Sau này, cô và James tham gia Hội Phượng Hoàng. Cả hai vợ chồng đã ba lần thách thức Voldemort. Cô cũng là Thủ lĩnh Nữ sinh trong năm cuối tại trường, giống như James Potter. Tuy nhiên, lúc đó, cô không thích James lắm vì tính kiêu ngạo của James cũng như thói xấu là hay bắt nạt người khác. Cô quen Severus Snape từ nhỏ và Snape cũng có cảm tình với Lily từ bé nhưng sau một lần bị James Potter trêu chọc, Snape lỡ gọi Lily là "Máu bùn" khiến cô giận và quyết không gặp lại Snape. Harry cho rằng Lily - mẹ cậu - ghét James - cha cậu - nhưng chú Sirius Black và giáo sư Remus Lupin đảm bảo rằng Lily không ghét người chồng tương lai của mình, họ chỉ "đơn giản là bước sai lúc đầu". Đến năm thứ bảy, Lily hẹn hò với James, yêu và lấy nhau khi ra trường dưới sự chứng kiến của Sirius. Cho dù Lily có lấy James đi chăng nữa, khi Severus biết tin rằng Voldemort sẽ đến thung lũng Godric để giết Harry, ông đã van xin Albus Dumbledore và nói với Voldemort đừng giết Lily, nhưng mọi chuyện không đi đúng hướng và Lily đã bị sát hại ngay đêm đó. Trong đoạn kết của Harry Potter và bảo bối tử thần, con trai thứ của Harry, Albus Severus Potter, là người duy nhất thừa hưởng màu mắt xanh lá cây từ bà nội Lily. Cây đũa phép của Lily dài 10,25 tấc, làm bằng gỗ cây liễu, mảnh mai, rất thích hợp cho việc luyện bùa chú. Thần Hộ mệnh của cô là con hươu cái.
Vai trò
Lily Potter ít xuất hiện nhiều trong tập truyện này nhưng lại có nhiều ảnh hưởng sâu sắc, nhất là trong các tập 1, 4, 7. Trong tập thứ nhất (Harry Potter và hòn đá phù thủy), bà được nhắc đến khi Harry tình cờ nhìn thấy chiếc gương thần có thể nhìn thấy ước mơ của mình là gặp được cha mẹ cậu. Đoạn kết, sau khi chiến đấu với Quirinus Quirrell, Harry mới biết được rằng cậu chiến thắng nhờ dòng máu của mẹ cậu đang chảy trong người cậu, nó làm cho cậu tránh được mọi sự đụng chạm của kẻ thù và làm cho họ bị tan chảy cơ thể. Trong tập thứ tư (Harry Potter và chiếc cốc lửa), linh hồn của Lily cùng rất nhiều người đã chết khác đã giúp Harry thoát khỏi tay chúa tể Hắc ám Voldemort đang hồi sinh. Chính vì dòng máu mà Harry đang mang trong người mà "Đuôi Trùn" lấy máu Harry giúp Chúa tể Hắc ám để hồi sinh. Kể từ khi ấy, Voldemort đã tăng sức mạnh, và sức mạnh lớn nhất là có thể đụng vào người Harry. Khi nghe kể về điều này, một "niềm hân hoan kì lạ" xuất hiện trong ánh mắt của giáo sư Albus Dumbledore. Tập 7 (Harry Potter và bảo bối tử thần) kể về những bí mật của Lily. Cô vốn là bạn thời thơ ấu của Severus Snape và không chỉ riêng James mà Snape cũng rất yêu Lily. Nhưng trước việc Snape tỏ vẻ ưa thích Nghệ thuật Hắc ám, Lily yêu và cưới James trước sự chứng kiến của Sirius Black. Tập 7 cũng là tập chứng tỏ rõ nhất niềm tin của Lily với cụ Dumbledore qua việc không tin lời bà Bathilda Bangshot nói rằng cụ từng kết bạn với Gellert Grindelwald.

### Nymphadora Tonks
Nymphadora Tonks là một nữ phù thủy mang dòng máu lai, mẹ cô là phù thủy thuần chủng thuộc gia tộc Black (em của Bellatrix Lestrange và chị của Narcissa Malfoy), cha cô là phù thủy gốc Muggle. Khi sinh ra cô đã có khả năng biến hình, không cần học vẫn có thể làm được. Nhờ yếu tố đó một phần mà sau này cô đã thi đậu để trở thành một Thần Sáng làm việc cho Bộ Pháp thuật. Chồng cô là Remus Lupin - là một người sói. Cô yêu Lupin vào cuối phần năm, nhưng ông từ chối cô (dù ông cũng yêu cô) vì lý do "Tôi quá nghèo, quá già và quá nguy hiểm đối với em!" Nhưng với sự kiên trì và tình yêu mãnh liệt, cô đã được đáp trả ở cuối phần sáu, hai người kết duyên vào phần bảy. Cô đã bị Bellatrix Lestrange giết chết trong trận chiến Hogwarts. Con của hai người, Teddy Lupin, được trao cho bà ngoại và Harry Potter - cha đỡ đầu của Teddy.

### Arthur Weasley
Arthur Weasley sinh ngày 6 tháng 2 năm 1950, là người có vị trí cao nhất trong gia đình Weasley. Ông cưới Molly Weasley và có bảy người con: sáu trai và một gái, trong đó có Ron Weasley, bạn thân của Harry Potter và Ginny Weasley vợ của Harry Potter. Authur làm việc trong Bộ Pháp thuật, đối đầu kịch liệt với Lucius Malfoy và ông rất thích những đồ vật của dân Muggle. Thần Hộ mệnh của Arthur Weasley là một con chồn. Trong loạt phim phỏng theo bộ truyện này, diễn viên Mark Williams thủ vai Arthur Weasley.

### Molly Weasley
Molly Weasley (tên trước khi lấy chồng là Molly Prewett) là một nhân vật hư cấu trong bộ truyện Harry Potter của nữ nhà văn Anh Quốc J. K. Rowling. Bà xuất hiện lần đầu tiên trong Harry Potter và hòn đá phù thủy. Trong loạt phim phỏng theo bộ truyện này, diễn viên Julie Walters thủ vai Molly Weasley.
Molly Prewett thuộc dòng họ phù thủy thuần chủng Prewett, là chị cả và có hai em trai là Gideon và Fabian Prewett. Bà lớn lên tại trang trại Hang Sóc, gần nơi đặt khóa cảng tại đồi Stoatheads, cùng với những gia đình nhà Diggory, Fawcett và Lovegood. Anh của cha bà là Ignatius Prewett lấy Lucretia Black, thành viên trong gia đình phù thủy thuần chủng nổi tiếng Black. Thật sự lập dị, bà Molly (bị coi là kẻ phản bội dòng máu) đã đặt tên cho con trai thư ba của mình là Percy Ignatius Weasley, theo tên của người bác mặc dù ông ấy đã bị dòng họ từ bỏ sau khi lấy Lucretia. Trong truyện, bà là một nữ phù thủy làm việc nội trợ, cưới Arthur Weasley và là mẹ của Bill, Charlie, Percy, hai anh em sinh đôi Fred và George, Ron và Ginny Weasley.
Năm mười một tuổi (1961), bà theo học trường Trường Pháp sư và Phù thủy Hogwarts, được xếp vào nhà Gryffindor. Khi lớn hơn, Molly đã kết thân với Arthur Weasley. Arthur cũng có quan hệ với dòng họ Black vì mẹ ông, Cedrella Black, đã bị dòng họ từ bỏ khi lấy cha ông - kẻ phản bội dòng máu Septimus. Đến năm học thứ năm, Molly hẹn hò với Arthur đều đặn hơn. Một buổi tối, cả hai hẹn nhau ra ngoài sân và khi trở về, Molly bị bức tranh Bà Béo mắng, đồng thời Arthur cũng bị giám thị Apollyon Prigle trừng phạt. Trong suốt Chiến tranh phù thủy thứ nhất, bà Molly phải trải qua nỗi đau mất đi hai người em trai dưới tay Chúa tể Voldemort. Hai người họ là thành viên ban đầu của Hội Phượng Hoàng. Và sau đó, bản thân bà cũng trở thành thành viên Hội, nhưng bà lại tỏ ra bảo vệ quá mức cần thiết các con và Harry. Trong cuộc chiến tại Hogwarts, bà tức giận sau khi Bellatrix đã tấn công Ginny và thẳng tay chiến đấu và thành công loại bỏ Bellatrix.
Vai trò
Bà Molly xuất hiện lần đầu trong phần một khi Harry Potter đang đứng ở Ngã Tư Vua, tìm cách lên tàu đến Hogwarts nhưng không biết làm sao để vào sân ga 9 ¾. Bà Molly cùng với Ron, Ginny, Percy, hai anh em sinh đôi Fred và George đã chỉ cho Harry cách đi qua hàng rào giữ sân ga 9 và 10. Sau đó, Fred và George giúp Harry mang hành lý lên tàu và nhận ra cậu là "đứa trẻ sống sót". Bà Molly lúc sau biết được hoàn cảnh đáng thương của cậu, hiểu vì sao cậu chỉ đi một mình. Harry trở thành bạn thân của Ron và đa số thành viên trong gia đình nhà Weasley nên trong ngày Giáng sinh, bà đã gửi cho cậu một hộp quà là chiếc áo len đan bằng tay và một hộp kẹo mềm tự làm. Vào cuối năm học, bà cũng ra sân ga đón các con của mình. Tập 7, bà Molly cùng con gái Ginny Weasley ở lại trông coi trang trại Hang Sóc trong khi những thành viên khác của Hội Phượng hoàng hộ tống Harry Potter đến nơi an toàn. Bà đã đồng ý để trang trại Hang Sóc nhà mình trở thành Tổng hành dinh của Hội kể từ khi căn nhà Số 12 Quảng trường Grimmauld không còn an toàn. Trong trận chiến Hogwarts, bà ngăn con gái Ginny của mình chiến đấu và tự thân chiến đấu, tự tay giết Bellatrix Lestrange.

### Bill Weasley
William Arthur Weasley (Tên thường gọi là Bill Weasley) là người con lớn nhất trong gia đình Weasley và là chồng của Fleur Delacour. Trong loạt phim phỏng theo bộ truyện này, diễn viên Richard Fish thủ vai Bill Weasley.

### Charlie Weasley
Charlie Weasley là người anh thứ hai trong 7 anh em nhà Weasley. Cậu được miêu tả thấp hơn Ron, mặt và tay đầy thẹo do phải chiến đấu với rồng ở Rumani, tóc cậu được tả là dài chấm vai và mang màu đỏ của nhà Weasley.Cậu được coi là tầm thủ Quidditch đã đi vào huyền thoại của nhà Gryffindor.

### Arabella Figg
Arabella Doreen Figg, được biết tới với cái tên Mrs Figg, là người thường trông nom Harry khi cậu sống ở gia đình Dursley. Ban đầu được đề cập đến như một người hàng xóm thường trôm nom Harry trong tập Harry Potter và hòn đá phù thủy. Bà là một người cực kỳ khoái mèo..Mặc dù trông ở vẻ bề ngoài thì bà là một người hàng xóm Muggle tốt bụng, xong thực ra bà Figg là một á phù thủy, người không có phép thuật nhưng được sinh ra trong một gia đình phù thủy. Trong tập Harry Potter và Hội Phượng Hoàng, bà Figg như một sợi dây liên kết của giáo sư Dumbledore giữa thế giới phù thủy và thế giới Muggle.Trong tập này, bà đã bảo vệ Harry sau khi cậu cùng người anh họ Dudley Dursley bị tấn công bởi hai giám ngục, và đã quyết định tiết lộ về bản thân cho cậu.Bà Figg giải thích với Harry rằng bà đã cố tình làm Harry không thích bà để gia đình Dursley có thể tiếp tục gửi cậu cho bà. Khi Bộ trưởng Bộ Pháp thuật cố gắng đuổi Harry khỏi trường Hogwarts vì tội dùng phép thuật khi chưa đến tuổi (sau khi cậu tung ra bùa Thần Hộ mệnh để bảo vệ cậu cùng người anh họ) bà Figg đã là nhân chứng trước toà để Harry có thể ở lại Hogwarts.Tuy nhiên, theo Rowling, á phù thủy là những người không có khả năng nhìn thấy Giám ngục.Trong tập Harry Potter và hoàng tử lai, bà Figg đã góp mặt trong đám tang của giáo sư Dumbledore ở Hogwarts. Bà Figg được đóng bởi Kathryn Hunter trong tập Harry Potter và hội phượng hoàng.

### Alastor Moody
Giáo sư Alastor Moody "Mắt điên" xuất hiện lần đầu tiên trong Harry Potter và chiếc cốc lửa, giữ cương vị là giáo sư môn Phòng chống Nghệ thuật Hắc ám của Trường Phù thủy và Pháp sư Hogwarts. "Alastor" trong Tiếng Hy Lạp cổ đại là tên gọi khác của Zeus, nghĩa là "kẻ báo thù". Cái tên có mối liên hệ với lối phán quyết không nhân nhượng của Moody, dưới vai trò là một người thực thi pháp luật. Ông từng là một Thần Sáng nổi tiếng và là thành viên của Hội Phượng hoàng. Ông bị Voldemort giết khi ông đang trên đường di chuyển đánh lạc hướng truy đuổi của Voldemort và Tử thần thực tử. Trong loạt phim phỏng theo bộ truyện này, diễn viên Brendan Gleeson thủ vai Alastor Moody.